# Amartya Sen
Amartya Kumar Sen (Santiniketan, 3 novembre 1933) è un economista e filosofo indiano, Premio Nobel per l'economia nel 1998, Lamont University Professor presso la Harvard University.

## Biografia
Nato nello stato indiano del Bengala Occidentale, all'interno di un campus universitario, da una famiglia originaria dell'odierno Bangladesh (allora parte dell'impero indiano), dopo gli studi al Presidency College di Calcutta ha conseguito il PhD al Trinity College di Cambridge.
Ha insegnato in numerose e prestigiose università tra le quali Harvard, Oxford e Cambridge. È stato, inoltre, docente presso la London School of Economics. È membro del Gruppo Spinelli per il rilancio dell'integrazione europea. Il 17 giugno 2005 ha ricevuto una laurea honoris causa in Economia, politica e istituzioni internazionali dall'Università degli Studi di Pavia.

### Vita privata
Sen si è sposato tre volte. Con la prima moglie, Nabaneeta Dev Sen, scrittrice e studiosa indiana, ha avuto due figlie: Antara, giornalista ed editrice, e Nandana, attrice di Bollywood. Il matrimonio finì poco dopo il trasferimento a Londra nel 1971. 
Nel 1973, Sen si sposò con Eva Colorni, figlia di Eugenio Colorni e Ursula Hirschmann, morta per cancro allo stomaco nel 1985. Da Eva Colorni ha avuto due figli: Indrani, giornalista negli Stati Uniti, e Kabir, insegnante di musica. 
Nel 1991 Sen sposò l'attuale moglie, Emma Georgina Rothschild della famiglia Rothschild.

## Rapporto tra etica ed economia
Partendo da un esame critico dell'economia del benessere, Sen ha sviluppato un approccio radicalmente nuovo alla teoria dell'eguaglianza e delle libertà. In particolare, Sen ha proposto le due nuove nozioni di capacità e funzionamenti come misure più adeguate della libertà e della qualità della vita degli individui. Sen elabora la teoria dei funzionamenti, che si pone come alternativa alle più consuete concezioni del benessere economico come appagamento dei desideri, felicità o soddisfazione delle preferenze, (comunemente etichettate come concezioni welfariste o benesseriste, di cui uno degli esempi più noti è l'utilitarismo). Il benessere interno lordo è la visione secondo cui la bontà di una certa situazione può essere interamente giudicata dalla bontà delle utilità di quella situazione, l'utilitarismo è un caso speciale di welfarismo. Mentre i suddetti approcci privilegiano aspetti soggettivi del benessere, la visione dei funzionamenti si basa sulla realizzazione di certe dimensioni oggettive, definite da Sen come stati di fare o di essere, o genericamente funzionamenti, che sono dei risultati acquisiti dall'individuo su piani come quello della salute, della nutrizione, della longevità, dell'istruzione." Sen intende quindi proporre, in contrasto con una teoria del benessere sociale centrata sull'appagamento mentale soggettivo e non coincidente necessariamente con livelli adeguati di vita, una prospettiva tesa all'effettiva tutela di aspetti centrali dei diritti umani.
La scienza economica tende da tempo a spostare l'attenzione dal valore delle libertà a quello delle utilità, dei redditi e della ricchezza.
Leggiamo in Lo sviluppo è libertà: "I livelli di reddito della popolazione sono importanti, perché ogni livello coincide con una certa possibilità di acquistare beni e servizi e di godere del tenore di vita corrispondente. Tuttavia accade spesso che il livello di reddito non sia un indicatore adeguato di aspetti importanti come la libertà di vivere a lungo, la capacità di sottrarsi a malattie evitabili, la possibilità di trovare un impiego decente o di vivere in una comunità pacifica e libera dal crimine."
Sen sottolinea la sterilità, sotto il profilo teorico, della prospettiva di discorso utilitarista affermando la necessità di mediare tra quest'ultima e una dottrina fondata sui diritti. Per l'utilitarismo ciò che conta sono gli stati di cose, la sua è un'impostazione aggregativa, non è sensibile a come le utilità sono di fatto distribuite, ma si concentra esclusivamente sull'utilità complessiva, tralasciando l'importanza dell'individuo come tale che diviene un 'tramite per progetti collettivi'.
Sen è d'accordo con John Rawls, il quale richiede l'uguaglianza dei diritti e doveri fondamentali e sostiene in contrapposizione con l'utilitarismo che le ineguaglianze economiche e sociali sono ammesse, cioè sono giuste, ma non se avvantaggiano pochi, molti o anche i più tralasciando coloro che si trovano nelle situazioni più precarie. Il fatto che esistano degli svantaggiati è, per Rawls, un dato di fatto, ma è necessario che le istituzioni usino dei criteri che risultino compensativi rispetto a tali situazioni, egli valuta quindi il miglioramento del benessere sociale non in base allo sviluppo del benessere generale, ma soprattutto in base a quello dei più svantaggiati, senza alcuna polemica per il fatto che questo possa portare anche al miglioramento delle posizioni più avvantaggiate.
Sen utilizza il concetto di attribuzioni per indicare l'insieme dei panieri alternativi di merci su cui una persona può avere il comando in una società, usando l'insieme dei diritti e delle opportunità. Tale concetto può essere usato per spiegare le morti causate dalle carestie: le modeste attribuzioni di una parte della popolazione espone queste persone ai rischi della carestia benché il paese a cui appartengono possieda risorse alimentari sufficienti a sfamarli. Il concetto di capacità indica l'abilità di fare cose. Dall'espansione delle capacitazioni dipende per Sen lo sviluppo economico. Le attribuzioni sostanziano le capacità. L'uso di queste categorie ha spiegato perché l'India è stata capace di combattere le carestie meglio della Cina, che a sua volta si è dimostrata più abile nel combattere la povertà e la fame endemica.
In India le opposizioni e la stampa hanno indotto i governi a intervenire per affrontare le carestie, che hanno provocato molti più morti in un paese privo di una opposizione e di una stampa libera qual è la Cina, dove politiche sbagliate non sono state corrette in conseguenza di critiche insistenti. La struttura economica capitalista dell'India d'altra parte ha fatto sì che mancasse qualsiasi tutela per la qualità della vita della popolazione più povera, e mentre in Cina si istituivano ambulatori rurali e la lunghezza della vita aumentava ciò in India non accadeva.
Il merito di Sen è di aver usato nuove categorie, capaci di superare i limiti delle analisi economiche tradizionali. Grazie agli studi di Sen si viene infatti a delineare un nuovo concetto di sviluppo che si differenzia da quello di crescita. Lo sviluppo economico non coincide più con un aumento del reddito ma con un aumento della qualità della vita. Ed è proprio l'attenzione posta sulla qualità, più che sulla quantità, a caratterizzare gli studi di questo economista. Sen ha evidenziato come sia necessario passare dalla logica del produttivismo a quella dell'accesso al cibo e dal capitalismo caritatevole ad un sistema di leggi ed interventi che affrontino il problema alla radice.

## Il paradosso di Sen

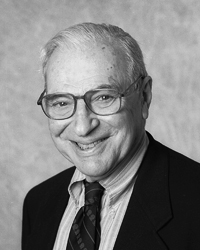
Kenneth Arrow

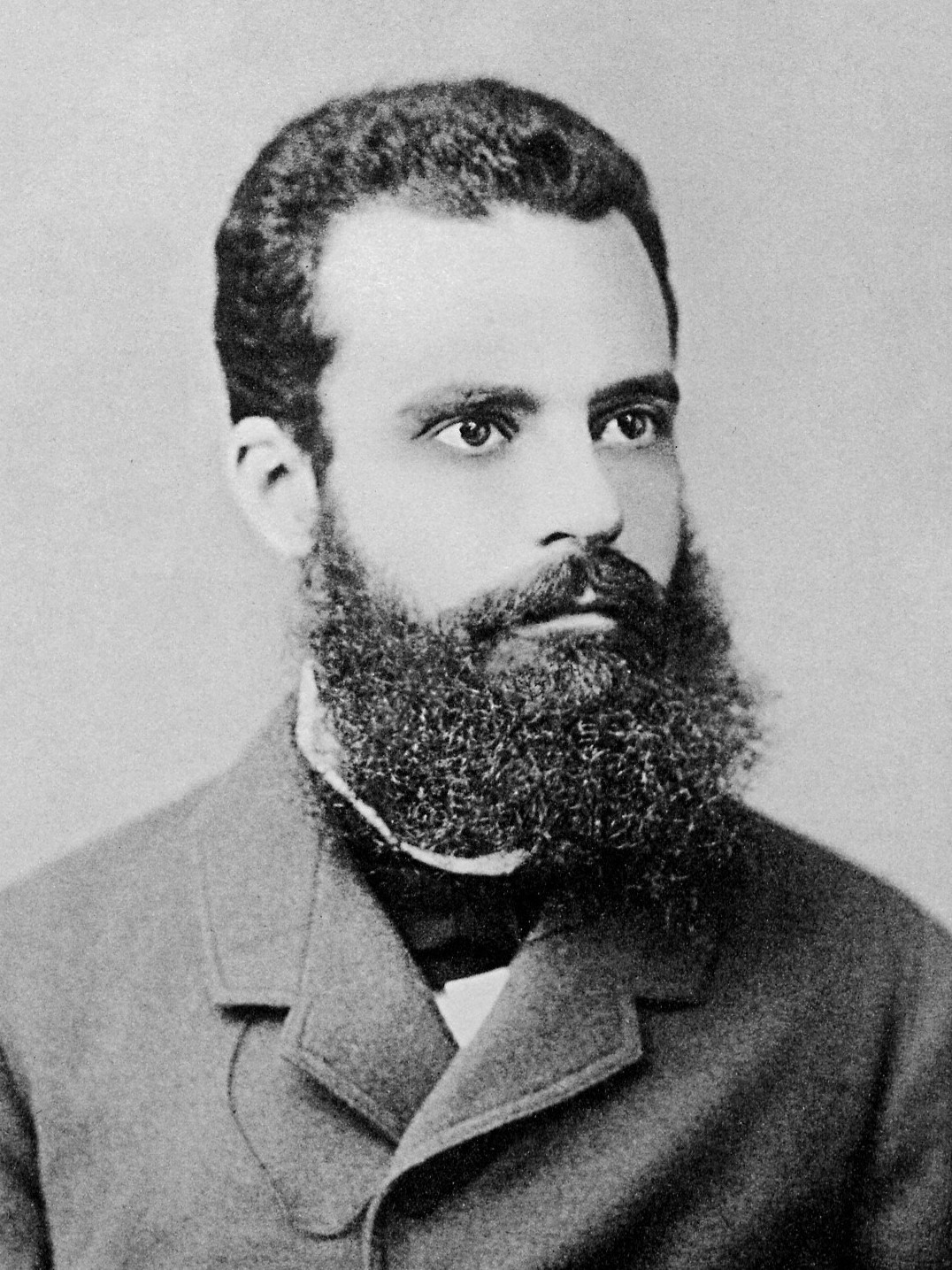
Vilfredo Pareto

Prendendo spunto dal teorema dell'impossibilità di Arrow, Sen dimostra che, in uno stato che voglia far rispettare contemporaneamente efficienza paretiana e libertà, possono crearsi delle situazioni in cui al più un individuo ha garanzia dei suoi diritti. Egli dunque dimostra matematicamente l'impossibilità di perseguire l'efficienza ottimale, secondo Vilfredo Pareto, e insieme il liberalismo. Il paradosso è analogo a quello di Arrow sulla democrazia. Come per quest'ultimo, sono possibili alternative sociali che non ne sono soggette, ma richiedono l'abbandono dell'una o dell'altra assunzione.
Prendiamo l'esempio di Sen del libro licenzioso. Ci sono due individui (chiamiamoli Andrea e Giorgio) e tre possibilità (1: Andrea legge il libro, 2: Giorgio legge il libro, 3: nessuno legge il libro). Andrea è un puritano e preferisce che nessuno legga il libro (possibilità 3) ma, come seconda possibilità, preferisce leggere lui il libro affinché Giorgio non possa leggerlo. Abbiamo dunque 3 preferito a 1 e 1 preferito a 2. Giorgio trova piacere ad imporre la lettura a Andrea. Preferisce 1 a 2 e 2 a 3. Secondo il principio dell'ottimo paretiano, se si deve scegliere tra 1 e 2, bisogna scegliere 1 poiché per le due persone 1 è preferito a 2.
Una società liberale non vuole imporre la lettura a Andrea e perciò 3 è preferito a 1. Essa lascia inoltre che Giorgio legga il libro (2 è preferito a 3). Abbiamo dunque 2 preferito a 3 e 3 preferito a 1. Questo risultato è contrario al principio dell'ottimo paretiano poiché, come abbiamo visto, 1 è preferito a 2. Sen intitola il suo articolo: "Sull'impossibilità di un liberale paretiano".
L'importanza della negazione dell'ottimo paretiano consiste nel superamento del concetto che il solo mercato basti per sviluppare una società liberale, derivato dal teorema di Arrow che fa da base anche al lavoro di Herbert Scarf sul disequilibrio dei mercati lasciati a sé.

## Opere
- Risorse, valori e sviluppo, Bollati Boringhieri, Torino, 1992
- La diseguaglianza, Il Mulino, Bologna, 1994
- Laicismo indiano, Feltrinelli, Milano, 1998
- Il tenore di vita. Tra benessere e libertà, Marsilio, Padova, 1998
- Lo sviluppo è libertà. Perché non c'è crescita senza democrazia, Mondadori, Milano, 2000
- La ricchezza della ragione. Denaro, valori, identità, Il Mulino, Bologna, 2000
- La diseguaglianza. Un riesame critico, Il Mulino, Bologna, 2000
- Globalizzazione e libertà Mondadori, Milano, 2002
- Utilitarismo e oltre, con Bernard Williams, Net, 2002
- La libertà individuale come impegno sociale, Laterza, Bari, 2003
- Etica ed economia, Laterza, Bari, 2003
- La democrazia degli altri. Perché la libertà non è un'invenzione dell'Occidente, Mondadori, Milano, 2004
- Razionalità e libertà, Il Mulino, Bologna, 2005
- L'altra India. La tradizione razionalista e scettica alle radici della cultura indiana, Mondadori, Milano, 2005
- Scelta, benessere, equità, Il Mulino, Bologna, 2006
- Identità e violenza, Laterza, Bari, 2006
- Giustizia globale, con Sebastiano Maffettone e Piero Fassino, Il Saggiatore, Bari, 2006
- La povertà genera violenza ?, Il Sole 24 Ore Libri, Milano, 2007
- L'idea di giustizia, Mondadori, Milano, 2010, ISBN 978-88-04-60017-6
- L'azione giusta. Una giornata di studio con il Sindacato pensionati della CGIL, Ediesse, Roma, 2012
- Sull'ingiustizia, Erickson, Trento, 2013
- La misura sbagliata delle nostre vite. Perché il PIL non basta più per valutare benessere e progresso sociale (con Joseph Stiglitz e Jean-Paul Fitoussi, Rizzoli, Milano, 2013
- Un desiderio al giorno per una settimana, Mondadori, Milano, 2017